# Еллерсінггейзен
Еллерсінггейзен (нід. Ellersinghuizen) — селище в нідерландській провінції Гронінген. Входить до муніципалітету Вестерволде.
Його площа становить 1,17км², а населення станом на 2021 рік складало 80 осіб.
Перша згадка про населений пункт датується 1515 роком.